# Paz de Alfredo y de Guthrum
La Paz o Tratado de Alfredo y Guthrum fue un acuerdo firmado entre Alfredo el Grande, rey de Wessex, y Guthrum, gobernante vikingo de Estanglia o Anglia Oriental. No se conoce a ciencia cierta cuándo se firmó, pero debió de ser entre 878 y 890. Este tratado es uno de los pocos documentos existentes sobre el reinado de Alfredo. Está conservado en inglés antiguo en el manuscrito 383 que se encuentra en el Colegio Corpus Christi de la Universidad de Cambridge, y en una recopilación en latín conocida como Quadrapartitus.

## El texto

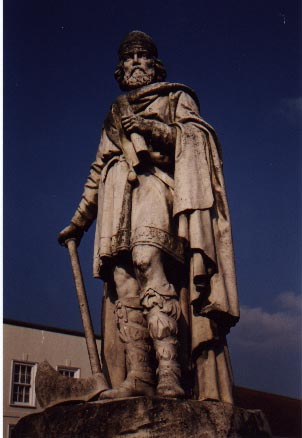
Estatua del Rey Alfredo en Wantage.

El documento comienza con un prólogo, resumiendo que se trata de un tratado entre «el Rey Alfredo y el Rey Guthrum y todos los consejeros (Witenagemot o witan) de las razas inglesas y todas las gentes de Estanglia.»
El primer punto es el más famoso: Primero en relación con nuestras fronteras: al norte del Támesis y al norte del río Lea y, hasta el nacimiento de éste, continuando en línea recta hasta Bedford y entonces al norte del río Ouse hasta Watling Street. Esta parte del documento ha hecho pensar a muchos que esas fronteras eran las de Danelaw. Sin embargo, no se menciona nada acerca de ello y parece tratarse de una frontera principalmente política surgida, quizás, a raíz de la conquista de Londres por parte de Alfredo.
En la segunda parte se aumentaba el valor del Wergeld a cantidades que no eran de esperar en condiciones normales: Esto es lo próximo, si un hombre es asesinado, todos nosotros, ingleses y daneses, deberemos pagar la misma cantidad: ocho medio-marcos de oro refinado, excepto si se trata de un hombre libre (ceorl) que ocupa tierras sujetas a una renta, y sus (de los daneses) hombres libres; la suma de ambos está estimada en 200 chelines. En el Tratado, como han notado Simon Keynes y Michael Lapidge, un hombre libre que vive en sus propias tierras es tratado esencialmente como un noble. Simon y Michael argumentan que el precio de la compensación es muy alto. De acuerdo con Paul Kershaw, esto presenta dos problemas: primero, que asume premeditación; segundo, que al hacer el valor de la compensación demasiado alto, el Tratado pudo en realidad actuar como disuasor para lograr acuerdos pacíficos. Kershaw argumenta en cambio que esto no fue más que una mera simplificación de la estructura social existente a lo largo de la frontera: las estructuras sociales anglosajonas y las de Danelaw no tenían que ser necesariamente similares. Por lo tanto, esta simplificación pudo ser la única vía que encontraron para avanzar en el acuerdo.
La tercera parte expone las regulaciones acerca del número de juramentos que son requeridos a un demandante, persona que interpone una demanda judicial, y a un demandado en caso de homicidio involuntario.
La cuarta estipula que un hombre debe conocer a la persona que le avala cuando compra esclavos, caballos o bueyes.
La quinta expone las maneras en las que ingleses y daneses podían interactuar: Y todos nosotros acordamos en este día tras los juramentos realizados, que ningún esclavo ni ningún hombre libre podrá unirse, sin permiso, al ejército de los daneses, al igual que ninguno danés al nuestro. Pero, si ocurriese que, debido a la necesidad, alguno de ellos quisiese comerciar con nosotros, o nosotros con ellos, ya sea con ganado o mercancías, está permitido hacerlo pero con la condición de la entrega de rehenes como promesa de paz y como evidencia de que no se espera ningún fraude..